# Бенедикт из Питерборо
Бенедикт из Питерборо, или Бенедикт Аббат (лат. Benedictus Abbas, ум. 29 сентября 1193 года) — английский церковный деятель, настоятель собора в Питерборо. Его имя ранее ошибочно ассоциировалось с «Деяниями короля Генриха Второго» (лат. Gesta Henrici Regis Secundi) и «Деяниями короля Ричарда» (лат. Gesta Regis Ricardi), которые теперь приписываются Роджеру Ховеденскому. Его также не следует путать с Бенедиктом Сансетунским, епископом Рочестерским, занимавшим пост вице-канцлера королевства на время отсутствия отправившегося в крестовый поход короля Ричарда Львиное Сердце.

## Жизнь
Впервые упоминается в 1174 году в качестве советника архиепископа Ричарда Дуврского, преемника Томаса Бекета в первосвятительстве. В 1175 году стал приором капеллы Святой Троицы Кентерберийского собора. Известный антикварий эпохи Тюдоров Джон Бойл утверждал, что он получил в Оксфорде богословское образование.
В 1177 году он получил от Генриха II аббатство Питерборо, в котором служил до самой смерти. Как настоятель, отличился своей строительной деятельностью, управлением финансами и приумножением монастырской библиотеки. Его биограф Свафхэм приводит значительный список рукописей, которые были переписаны были для последней по его распоряжению; большинство из них — библейские, теологические и юридические, но встречаются также труды Сенеки, Марциала, Теренция и Клавдиана. 
Благодаря благосклонности к нему короля Ричарда I обеспечил своему аббатству различные права и привилегии. В «Хрониках Питерборо» (лат. Chronieon Petroburgense) Уильяма Вудфорда (кон. XIII в.) он описывается как «благословенный и по имени, и по делам».

## Труды
Принадлежал к кругу поклонников Томаса Бекета и написал два произведения, посвященных мученичеству и чудесам его героя. Фрагменты первой работы дошли до нашего времени в сборнике, известном как «Четырехугольник» (лат. Quadrilogus), который был издан Джеймсом Крейги Робертсоном, каноником Кентерберийским, профессором церковной истории Королевского колледжа в Лондоне (1864—1874) в четвертом томе «Материалов по истории Томаса Бекета» в академической «Rolls Series»; «Мученичества» (лат. Passion) сохранились полностью и напечатаны во втором томе того же сборника.
Бенедикту ранее приписывали авторство «Деяний» на том основании, что его имя фигурирует в названии самой старой рукописи. Однако есть убедительные доказательства того, что Бенедикт просто дал указание переписать эту работу для библиотеки собора в Питерборо. Только в силу обычая эта работа все еще иногда цитируется под его именем. В XX веке Д. М. Стентон сформулировал теорию, развитую Дэвидом Корнером, и теперь общепризнанную, что истинным автором «Деяний» на самом деле был Роджер Ховеденский. По возвращении из Третьего крестового похода он опирался на них при составлении своей большой хроники, редактируя их и добавляя дополнительные материалы.
В XIX веке вопрос об авторстве обсуждался Т. Д. Харди, Уильямом Стаббсом и Феликсом Либерманом. Стаббс предположительно отождествил первую часть «Деяний» (1170—1177) с Liber Tricolumnis, реестром современных событий, который вел Ричард Фитц Нил, казначей Генриха II и автор «Диалога де Скакарио»; последняя часть (1177—1192) была приписана Стаббсом Роджеру Ховеденскому. Его теория, касающаяся Liber Tricolumnis, была отвергнута Либерманом и другими редакторами «Диалогов» (А. Хьюз, К. Г. Крамп и К. Джонсон, Оксфорд, 1902).